# BMW Malaysian Open 2013
Il BMW Malaysian Open 2013 è stato un torneo femminile di tennis giocato sul cemento outdoor. È stata la 4ª edizione del torneo, che fa parte della categoria International nell'ambito del WTA Tour 2013. Si è giocato al Royal Selangor Golf Club di Kuala Lumpur in Malaysia, dal 25 febbraio al 3 marzo 2013.

## Partecipanti

### Teste di serie
| Nazionalità   | Giocatrice               | Ranking* | Testa di serie |
| ------------- | ------------------------ | -------- | -------------- |
| Danimarca     | Caroline Wozniacki       | 10       | 1              |
| Taipei cinese | Hsieh Su-wei             | 25       | 2              |
| Russia        | Anastasija Pavljučenkova | 29       | 3              |
| Giappone      | Ayumi Morita             | 55       | 4              |
| Giappone      | Misaki Doi               | 82       | 5              |
| Croazia       | Donna Vekić              | 90       | 6              |
| Grecia        | Eléni Daniilídou         | 94       | 7              |
| Rep. Ceca     | Kristýna Plíšková        | 99       | 8              |

- Ranking al 18 febbraio 2013.

### Altre partecipanti
Le seguenti giocatrici hanno ricevuto una wild-card per il tabellone principale:
- Aslina Chua
- Bethanie Mattek-Sands
- Anastasija Pavljučenkova

Le seguenti giocatrici sono entrati nel tabellone principale passando dalle qualificazioni:

- Zarina Dijas
- Luksika Kumkhum
- Nudnida Luangnam
- Chanel Simmonds
- Qiang Wang
- Akgul Amanmuradova

## Campionesse

### Singolare
Karolína Plíšková ha sconfitto in finale  Bethanie Mattek-Sands per 1-6, 7-5, 6-3.
È il primo titolo in carriera per Karolína Plíšková.

### Doppio
Shūko Aoyama /  Chang Kai-chen hanno sconfitto in finale  Janette Husárová /  Zhang Shuai per 6(4)–7, 7–6(4), [14-12].